# Eagle (kráter)
Eagle je malý impaktní kráter na povrchu Marsu. V roce 2004 ho podrobně prozkoumal robot Opportunity, jeden ze dvou pohyblivých vozidel mise Mars Exploration Rover. Kráter se nachází v oblasti Meridiani Planum. Průzkum tohoto kráteru pomocí robota Opportunity pomohl dokázat, že Meridiani Planum bylo kdysi dno oceánu.

## Jméno

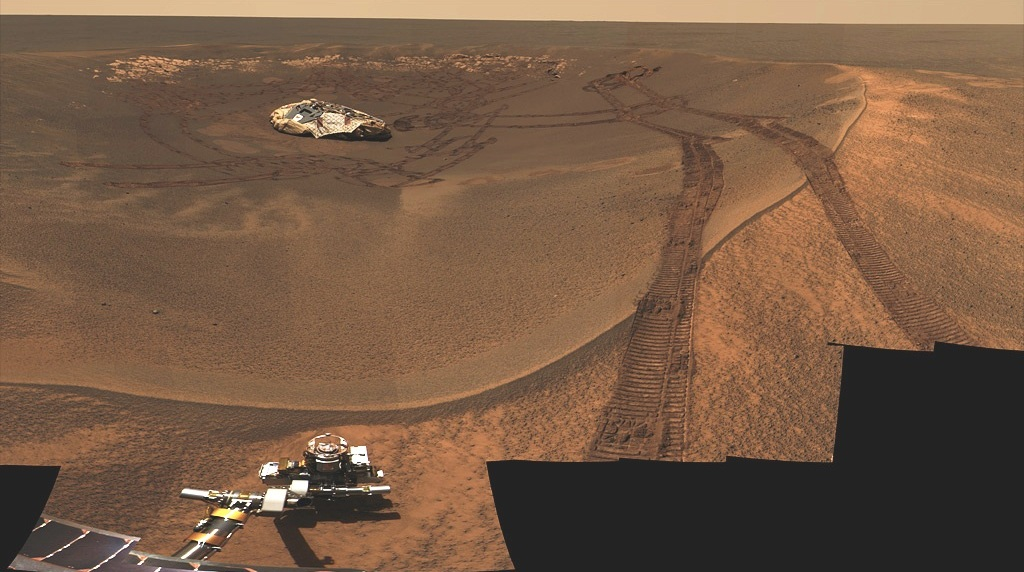
Kráter Eagle, ve středu Opportunity Lander

Kráter je pojmenován na počest první pilotované vesmírné lodi, která přistála na Měsíci v roce 1969, na počest zemi, která tuto loď vypustila - USA (symbol země je Orel, anglicky Eagle).